# フィールズ・ライク・レイン
『フィールズ・ライク・レイン』（Feels Like Rain）は、アメリカ合衆国のブルース・ミュージシャン、バディ・ガイが1993年に発表したスタジオ・アルバム。

## 背景
タイトル曲はジョン・ハイアットのカヴァーで、ボニー・レイットがボーカルとスライドギターでゲスト参加している。なお、ハイアットのオリジナル・ヴァージョンは、1988年のアルバム『スロー・ターニング』に収録されている。その他にもポール・ロジャース、トラヴィス・トリット、ジョン・メイオールといったゲスト・ボーカリストが起用された。また、スモール・フェイセスやフェイセズの元メンバーとして知られるイアン・マクレガンもレコーディングに参加している。

## 反響・評価
母国アメリカでは総合アルバム・チャートのBillboard 200で145位、『ビルボード』のトップ・ヒートシーカーズでは4位を記録した。第36回グラミー賞では最優秀コンテンポラリー・ブルース・アルバム賞を受賞し、自身2度目のグラミー受賞を果たした。
全英アルバムチャートでは4週トップ100入りして自身2作目の全英トップ100アルバムとなり、最高36位を記録するが、その後は2015年のアルバム『ボーン・トゥ・プレイ・ギター』が全英100位を記録するまで、イギリスではヒットに恵まれなかった。
Daniel Gioffreはオールミュージックにおいて5点満点中2.5点を付け、「全体的な音作りが些か痩せており、多くの曲では十分なパンチが利いていないことは言及しておかねばならない。とはいえ、このアルバムはかなり強力だ」と評している。

## 収録曲
1. シーズ・ア・スーパースター - "She's a Superstar" (Buddy Guy) - 5:03
2. アイ・ゴー・クレイジー - "I Go Crazy" (James Brown) - 2:26
3. フィールズ・ライク・レイン - "Feels Like Rain" (John Hiatt) - 4:38
4. 彼女は19才 - "She's Nineteen Years Old" (McKinley Morganfield) - 5:42
5. サム・カインド・オブ・ワンダフル - "Some Kind of Wonderful" (John Ellison) - 3:29
6. サファリン・マインド - "Sufferin' Mind" (Eddie Jones) - 3:33
7. チェンジ・イン・ザ・ウェザー - "Change in the Weather" (John Fogerty) - 4:38
8. アイ・クッド・クライ - "I Could Cry" (Junior Wells) - 5:08
9. マリー・アン - "Mary Ann" (Ray Charles) - 3:13
10. トラブル・マン - "Trouble Man" (Marvin Gaye) - 4:07
11. カントリー・マン - "Country Man" (B. Guy) - 6:15

## 参加ミュージシャン
- バディ・ガイ - ボーカル、ギター
- ボニー・レイット - ボーカル、スライドギター(#3)
- ポール・ロジャース - ボーカル(#5)
- トラヴィス・トリット（英語版） - ボーカル(#7)
- ジョン・メイオール - ボーカル、ピアノ(#8)
- ジョン・ポーター - ギター
- ジョニー・リー・シェル - ギター(#1, #3, #4)
- デヴィッド・グリソム - リズムギター(#8)
- ビル・ペイン - ピアノ(#2, #3, #5, #6, #7, #9, #10)
- マーティ・グレブ - ピアノ(#4)、オルガン(#2)、テナー・サクソフォーン(#6)、バリトン・サクソフォーン(#9)、バッキング・ボーカル(#2)
- イアン・マクレガン - エレクトリックピアノ(#1, #3, #11)
- マイク・ウィーヴァー - オルガン(#5, #7)
- トム・カニング - オルガン(#8)
- ジョン・フィリップ・シェネイル - オルガン(#10)
- グレッグ・リザーブ - ベース
- リック・コルテス - ベース(#8)
- リッチー・ヘイワード - ドラムス
- ジョー・ユール - ドラムス(#8)
- ジミー・パワーズ - ハーモニカ(#4)
- ダレル・レナード - トランペット(#2, #5, #6, #9, #10)
- ジョー・サブレット - テナー・サクソフォーン(#2, #5, #6, #9, #10)
- マイク・フィニガン - バッキング・ボーカル(#2)
- レネ・ゲイヤー - バッキング・ボーカル(#3, #5)